# Znělá retroflexní ploziva
Znělá retroflexní ploziva je souhláska, která se vyskytuje v některých jazycích. V mezinárodní fonetické abecedě se označuje symbolem ɖ, číselné označení IPA je 106, ekvivalentním symbolem v SAMPA je d`.

## Charakteristika
- Způsob artikulace: ražená souhláska (ploziva). Vytváří se pomocí uzávěry (okluze), která brání proudění vzduchu a je na posléze uvolněna, čímž vzniká zvukový dojem – od toho též označení závěrová souhláska (okluziva).
- Místo artikulace: retroflexní souhláska. Úžina se vytváří mezi jazykem a dásňovým obloukem. Špička jazyka je obrácena směrem dozadu (dochází k prohnutí jazyka). Nedochází k přiblížení hřbetu jazyka k tvrdému patru jako u ʒ.
- Znělost: znělá souhláska – při artikulaci hlasivky kmitají. Neznělým protějškem je ʈ.
- Ústní souhláska – vzduch prochází při artikulaci ústní dutinou.
- Středová souhláska – vzduch proudí převážně přes střed jazyka spíše než přes jeho boky.
- Pulmonická egresivní hláska – vzduch je při artikulaci vytlačován z plic.

## V češtině
V češtině se tato hláska nevyskytuje.

## V jiných jazycích

### Švédština
Ve švédštině se takto vyslovuje psané rd. Tato skupina se nikdy nevyskytuje na začátku slova, avšak k výslovnosti této hlásky v hovorovém stylu dochází i při setkání /r/ + /t/ na hranici slov.